# 야마다촌 (이시카와현)
야마다촌(山田村)은 이시카와현 후게시군에 존재했던 촌이다.

## 역사
- 1889년 4월 1일 - 정촌제 시행에 의해 9개 촌의 구역이 폐지되어, 그 그역을 가지고 야마다촌이 성립하였다.
- 1908년 4월 1일 - 우카와촌과 합병해 새로운 우카와촌이 성립하여, 동일 야마다촌은 폐지되었다.

## 참고문헌
- 『石川県鳳至郡誌』